# Hell on Wheels (Fernsehserie)
Hell on Wheels ist eine US-amerikanische Western-Fernsehserie, erschaffen von Joe Gayton und Tony Gayton. Entwickelt wurde sie von Endemol und produziert von Entertainment One und Nomadic Pictures. Gedreht wurde sie in der kanadischen Provinz Alberta.
Die Serie beginnt kurz nach dem Sezessionskrieg im Jahre 1865 und behandelt den Bau der Ersten transkontinentalen Eisenbahn. Sie folgt dem ehemaligen Sklavenhalter und konföderierten Soldaten Cullen Bohannon, der nach dem Ende des Krieges die Mörder von Frau und Kind sucht.
In den USA wurde die Serie ab dem 6. November 2011 auf dem Kabelsender AMC ausgestrahlt. Bei ihrer Premiere wurde die Serie von 4,4 Millionen Zuschauern gesehen und stellt damit den bis dato zweitbesten Serienstart auf dem Sender dar, nur übertroffen von der Serie The Walking Dead. Die fünfte und letzte Staffel wurde zweigeteilt zu je sieben Episoden im Sommer 2015 und Sommer 2016 ausgestrahlt.

## Handlung

### Staffel 1
Die Handlung beginnt 1865, kurz nach dem Amerikanischen Bürgerkrieg im Zuge der Reconstruction. Der ehemalige konföderierte Soldat Cullen Bohannon jagt die Mörder seiner Familie, marodierende Unionssoldaten, die im Krieg seine Frau vergewaltigten und sie und seinen Sohn ermordeten. Ihn verschlägt es nach Hell on Wheels, die mobile Zeltstadt, die den Bau der ersten transkontinentalen Eisenbahn der Union Pacific nach Westen begleitet. Dort vermutet er einen der Mörder.
Gleichzeitig sucht im Osten des Landes Thomas Durant, der die Eisenbahn im Auftrag der Union Pacific erbauen soll, nach Investoren. Bohannon nimmt vom Vorarbeiter eine Stelle an, der ihm zutraut, als ehemaliger Sklavenhalter die schwarze Arbeiterschaft im Zaum halten zu können. Denn unter der Arbeiterschaft, die vor allem aus irischen und deutschen Einwanderern und ehemaligen schwarzen Sklaven besteht, kommt es ständig zu Konflikten. So lernt Bohannon den schwarzen Gleisarbeiter Elam Ferguson kennen. Trotz anfänglicher Widrigkeiten und gewalttätigen Auseinandersetzungen entwickeln beide Respekt füreinander. Dennoch bleibt Elam wegen der Vergangenheit Cullens als Sklavenhalter misstrauisch, obwohl Bohannon versichert, seine Sklaven gut behandelt und diesen vor dem Krieg die Freiheit geschenkt zu haben (was sich später jedoch als Lüge herausstellt). Ferguson entwickelt Zuneigung zur Prostituierten Eva, die einst von Indianern als Sklavin gehalten und mit einer markanten Tätowierung am Kinn gezeichnet wurde.
Durch Gespräche mit dem Vorarbeiter Johnson erfährt Bohannon von dessen Beteiligung an der Ermordung seiner Familie. Bevor er sich rächen kann, wird Johnson zu Cullens Verdruss von Elam erstochen, bevor er den vollen Namen eines weiteren Beteiligten nennen kann. Für den Mord an Johnson wird dann Bohannon verantwortlich gemacht und inhaftiert. Treibende Kraft dahinter ist Thor Gundersen, Chef der Eisenbahnpolizei und „Der Schwede“ genannt, obwohl er aus Norwegen stammt. Gundersen nutzt seine Stellung aus, um die Händler von Hell on Wheels zu erpressen.
Bohannon entkommt seiner Einkerkerung und Hinrichtung und kann Durant überzeugen, ihn fortan als Vorarbeiter zu beschäftigen. Durant überzeugt Bohannons Erfahrung aus dem Krieg und dessen Einstellung, dass der Streckenbau im Grunde auch eine Art Krieg darstellt. Mit seiner rauen, aber gerechten Art verschafft sich Bohannon rasch Respekt unter den Arbeitern.
Im weiteren Verlauf der Handlung kommt es zu gewalttätigen Konflikten mit einem Stamm der Cheyenne, deren Lebensraum von der Eisenbahn durchschnitten wird, und die dies nicht hinnehmen wollen. Zwischen diesem Konflikt steht Joseph Black Moon, ein Cheyenne, der sich vom fanatischen Reverend Cole taufen ließ und nun zwischen den Kulturen steht. Joseph rettete Lily Bell, die Frau des im Auftrag der Union Pacific tätigen Landvermessers, vor Angehörigen seines eigenen Stammes. Deren Mann überlebte diesen Angriff nicht, weshalb sie nun dessen Arbeit weiter führen möchte.
Unter der Führung der beiden ehrgeizigen irischen Brüder Sean und Mickey McGinnes stehen die ansässigen Händler gegen den Schweden auf, teeren und federn ihn, und verjagen ihn anschließend aus Hell on Wheels.
Cullen spürt einen Mann namens Harper auf und tötet ihn, muss jedoch feststellen, dass es sich dabei um einen Unschuldigen handelte, der mit dem Tod seiner Familie nichts zu tun hatte. Bevor Bohannon von US-Marshals verhaftet werden kann, flieht er.

### Staffel 2
Bohannon schließt sich einer Bande ehemaliger Südstaatensoldaten an, die als Outlaws die Gegend unsicher machen. Zunächst glaubt er, diesen ginge es wie ihm darum, den Krieg weiter zu führen und dafür durch Überfälle die nötigen finanziellen Mittel zu sammeln. Doch bald erkennt er, dass es sich nur um eine gewöhnliche Räuberbande handelt, denen es allein um persönliche Bereicherung geht.
Elam arbeitet inzwischen als neuer Chef der Eisenbahnpolizei und es gelingt ihm, Bohannon festzunehmen, als dieser mit seiner Bande versucht, einen der Züge zu überfallen. Durant jedoch stellt sich schützend vor Cullen, da er in ihm einen fähigen Leiter für die Bautrupps sieht.
Der Schwede arbeitet inzwischen als Latrinenreiniger und Totengräber, womit er auf der untersten Stufe der sozialen Leiter steht. Morde an einer Prostituierten und einem deutschen Gleisarbeiter nutzt der Schwede jedoch geschickt, um die Iren und Deutschen gegeneinander aufzuhetzen.
Die Eisenbahn erreicht inzwischen Gebiete der Sioux. Als „weißer Geist“ und mit Hilfe von Reverend Cole stachelt der Schwede die Indianer gegen die Eisenbahn auf und versorgt sie mit Feuerwaffen. Ein Angriff der Sioux auf Hell on Wheels kann unter schweren Verlusten zurückgeschlagen werden.
Weitere Probleme bestehen zwischen Hannah Durant und Lily Bell. Thomas Durants Ehefrau ärgert sich über Lily Bells Engagement und der Begeisterung, die ihr Mann dieser entgegenbringt. Cullen und Lily beginnen zaghaft ein Verhältnis, doch am Ende der Staffel wird sie vom Schweden erwürgt. Cullen beabsichtigt, diesen auf einer Bahnbrücke zu hängen, doch im letzten Moment schafft es der Schwede, von der Brücke in den Fluss zu springen.

### Staffel 3
Durant hat massive Probleme, den Bau der Eisenbahn weiterhin zu finanzieren und die Kontrolle darüber zu behalten. Er wird nach der Länge der gebauten Strecke bezahlt. Cullen wird zu Durants Missvergnügen mit dem weiteren Bau der Bahn betraut. Cullen ist sich dabei der Sympathie des Präsidentschaftskandidaten Ulysses S. Grant sicher, der Bohannon, obwohl ehemaliger Kriegsgegner, sehr schätzt. Auf dem Gebiet der Kiowa überzeugen Cullen und Elam den Stamm, ihnen Holz für den Weiterbau zur Verfügung zu stellen.
Elam und Eva sind Eltern geworden. Obwohl Eva auch ein Verhältnis mit Toole hatte, der sich aus Verzweiflung umbrachte, und das Kind weiß ist, sieht Elam das Mädchen als sein Kind an. Von der Ostküste aber trifft Declan Toole ein, der Bruder des Vaters, um die Tochter mit sich zu nehmen, um ihr ein besseres Leben zu ermöglichen. Nach langem Zaudern willigt Eva ein und gibt ihm ihr Kind mit. Dies stürzt Elam in tiefe Depression, da er sich eine gemeinsame Zukunft ausmalte und es erschüttert ihre Beziehung schwer.
Jasper Prescott taucht in Hell on Wheels auf, um den Tod seines Bruders zu rächen. Dieser war am Massaker an Bohannons Familie beteiligt und wurde von Cullen zu Beginn der ersten Staffel im Beichtstuhl einer Kirche erschossen. Da Cullen Jasper nicht von seinem Vorhaben abbringen kann, erschießt er ihn.
Der Bau der Eisenbahn stockt erneut, da diese nun durch ein Gebiet militanter Mormonen führen soll, die ihr Gebiet verbissen verteidigen. Bei Verhandlungen zwischen Vertretern der Eisenbahn und Mormonen vor der Mormonensiedlung Fort Smith wird ein Sheriff der Eisenbahn erschossen. Cullen sieht sich genötigt, für Gerechtigkeit zu sorgen. Die Mormonen stehen vor der Bedrohung, ihre Siedlung durch eine Zwangsräumung durch die US-Army zu verlieren. Daher liefert der Sprecher der Mormonen, Aaron Hatch, seinen Sohn aus, obwohl dessen Schuld mehr als zweifelhaft erscheint. Cullen erhängt den Jugendlichen, um für Gerechtigkeit zu sorgen, doch sorgt dieses Opfer bei den Mormonen für Verbitterung.
Der Schwede überlebte den hohen Sprung von der Brücke am Ende der vorherigen Staffel. Er wird von einer reisenden Mormonenfamilie aufgefunden und freundlich behandelt. Mit seiner charismatischen, manipulativen Art gewinnt der Schwede das Vertrauen der Familie, doch bei seiner Konversion und Taufe in einem Fluss ertränkt er sie. Nur der Sohn Ezra kann entkommen. Der Schwede nimmt die Identität des ermordeten Bischofs Dutson an und reist nach Fort Smith.
Nun wird der wahre Grund bekannt, weshalb die McGinnes-Brüder nach Osten zur Eisenbahn reisten: In Boston wurde Sean als Frauenmörder gesucht, was zu seiner Flucht führte. Mit Misstrauen beäugt Mickey seinen Bruder Sean, der davor steht, erneut in solch psychopathische Verhaltensmuster zurückzufallen, da seine Zuneigung von der Predigerin Ruth nicht erwidert wird. Mickey sieht sich gezwungen, seinen eigenen Bruder zu töten.
Die Schienen erreichen nun die neu gegründete Siedlung Cheyenne. Diese wurde von Durant, der die Stadt zuerst nach sich selbst benannte, als künftiger Knotenpunkt gegründet. Grant jedoch änderte den Namen wieder. In Cheyenne erscheint eine Gruppe Maskierter und es kommt zu einer Schießerei. Cullen wird von der Bande – Mormonen unter der Führung von Aaron Hatch –, entführt und nach Fort Smith gebracht. Obwohl viele seinen Tod wünschen, soll dort der Bischof, als geistliches Oberhaupt, über Bohannons Schicksal entscheiden. Dass es sich dabei um den Schweden handelt, erkennt nur Cullen, doch niemand glaubt ihm. Zu seiner Verwunderung und dem Verdruss der Mormonen verschont dieser sein Leben, stattdessen soll er in der Siedlung leben und Naomi heiraten, die Tochter von Hatch, die Cullen bei einem früheren Besuch geschwängert hatte.
Elam macht sich auf die Suche nach seinem entführten Freund und wird dabei von einem Bären angegriffen. Nur mit einem Messer tötet er diesen, bleibt aber schwer verletzt zurück. Sein weiteres Schicksal bleibt unklar.

### Staffel 4
Cullen lebt weiterhin bei den Mormonen in Fort Smith. Seinem Schwiegervater verspricht er, so lange zu bleiben, bis seine Frau Naomi das gemeinsame Kind geboren hat. Dennoch weiß er, dass der Schwede, der immer noch als Bischof überzeugend seine Rolle spielt, damit droht, ihn erschießen zu lassen, sollte er versuchen zu fliehen. Bei den Mormonen trifft Cullen auf ein zwiespältiges Echo. Manche beginnen ihn zu respektieren, andere verachten ihn weiterhin.
Da Bohannon seit Monaten als verschollen gilt und für tot gehalten wird, leitet inzwischen wieder Durant den Bau der Eisenbahn. Doch der Weiterbau stockt. Einerseits sorgen dafür ein langer Winter, andererseits ein Berg, der kaum zu überqueren oder zu durchbrechen scheint. Die Siedlung Cheyenne floriert und Wyoming wird von der Regierung nun offiziell als Territorium anerkannt. Daher schickt diese Staatsvertreter unter der Leitung von Gouverneur John Campbell, um ihren Einfluss zu festigen. Eva versucht, ohne Elam zurechtzukommen. Daher kümmert sie sich um die Prostituierten, obwohl sie selbst nicht mehr als solche tätig ist.
Naomi gebar inzwischen einen Jungen, der nach Cullens Vater William genannt wird. Zu ihrer Freude erkennt sie, dass Cullen ihnen echte Zuneigung schenkt und sich nicht bloß als Gefangener sieht. Cullen begreift, dass der Schwede seine Rolle inzwischen so verinnerlicht hat, dass dieser tatsächlich glaubt, der Bischof zu sein. Als Bischof redet er Bohannon ins Gewissen, Frau und Kind nicht im Stich zu lassen. Durch gespielte Reue und einen Trick schafft er es, den Schweden vor der Gemeinde zu entlarven.
Zusammen mit Frau und Kind macht sich Bohannon auf den Weg nach Cheyenne, in der Hoffnung, wieder eine leitende Stelle beim Eisenbahnbau zu bekommen. Durant weist ihn ab und so bleibt ihm zunächst nichts anderes übrig, als als einfacher Gleisarbeiter zu arbeiten und mit seiner Familie in einem kleinen Zelt zu hausen. Auch das Verschwinden von Elam belastet ihn und Eva macht ihm Vorwürfe, da sein guter Freund nur aufbrach, um ihn zu finden.
Zwischen Durant auf der einen sowie Campbell und dessen Regierungsbeamten auf der anderen Seite spitzt sich die Lage zunehmend zu. Campbell erscheint Durant zu ehrgeizig und dessen zunehmender Machtgewinn und Einfluss beunruhigt ihn, der Cheyenne immer noch als „seine“ Stadt sieht.
Von seiner Flucht aus Mexiko verschlägt es den Banditen und ehemaligen Südstaatensoldaten Sydney Snow in die Stadt. Zu seiner Freude trifft er hier auf Bohannon, mit dem er zusammen im Krieg diente. Obwohl dieser ihm zunächst offen gegenüber steht, weckt Snow auch schlechte Erinnerungen in Cullen, etwa an gemeinsam begangene Kriegsverbrechen. Snow zeigt sich zunehmend unberechenbarer. Nachdem seine mexikanischen Verfolger ihn aufspüren, erschießt er nicht nur diese, sondern auch einen unbeteiligten Ladenbesitzer und einen kleinen Jungen.
Es klärt sich das Schicksal von Elam. Schwerstens vom Kampf mit dem Bären verwundet, wird dieser von Comanchen aufgefunden. Diese zeigen sich beeindruckt, dass Elam nur mit einem kleinen Messer einen Bären tötete. Sie pflegen ihn gesund und nehmen ihn unter dem Namen „Bärentöter“ in ihren Stamm auf. Elam ist geistig verwirrt und scheint wegen seiner schweren Kopfverletzungen kaum Erinnerungen an sein früheres Leben zu haben. Der indianerfreundliche Trapper Jimmy Two Squaws erkennt Elam bei einem Besuch. Dieser reagiert nicht nur nicht auf freundliches Zureden, sondern tötet den Trapper. Er identifiziert sich mit seinem neuen Leben und nimmt so auch an einem Überfall auf weiße Soldaten teil. Auch tötet er seinen indianischen Blutsbruder, um in den Besitz von dessen weißer Sklavin zu kommen.
Mit dieser und den beiden indianischen Frauen von Jimmy begibt sich Elam nach Cheyenne, um diese dort als Sklaven zu verkaufen. Dort sorgt er für einiges Aufsehen. Campbell droht, ihn erschießen zu lassen. Cullen und Eva reden auf Elam ein, damit er sich an sein früheres Leben erinnert, aber er erkennt sie nicht. Elam wird zunehmend aggressiver und greift Cullen an. Dieser sieht sich gezwungen, seinen besten Freund zu töten. Cullen versetzt dies in tiefe Trauer.
In Fort Smith sind die Mormonen unsicher, ob der Schwede tatsächlich ein Betrüger und Mörder ist. Dieser verlangt daraufhin selbst nach Brigham Young, der eine Entscheidung fällen soll. Young erkennt im Schweden rasch einen Betrüger, sieht in ihm jedoch ein nützliches Werkzeug für eigene Interessen. Auch dessen Kenntnisse über die Eisenbahn interessieren Young, der den Bau einer Nebenbahn für die Mormonen forciert. Daher nimmt er den Schweden als persönlichen Sekretär mit nach Westen.
Die Lage in Cheyenne eskaliert zunehmend. Um dieser Herr zu werden, befreit Campbell Snow und andere Kriminelle aus dem Gefängnis, stattet sie als Marshals mit Befugnissen aus und setzt sie gegen Durant und dessen Angestellte ein. Der Bahnbau kommt zum Erliegen, nachdem alle führenden Positionen wegen Lappalien oder alten Steckbriefen verhaftet werden. Die Gefangenen sollen mit dem Zug ostwärts in verschiedene Staaten verschickt werden. Cullen gelingt es, den Gefangenentransport zu stoppen und die Insassen zu befreien und zu bewaffnen. Bei der Schießerei sterben viele von Campbells Männern, doch Snow kann entkommen.
Die Befreiten lagern zunächst in der Kirche. Snow versperrt diese von außen und setzt das Gebäude in Brand. Die Männer schaffen es zwar, sich zu befreien doch stirbt der Mormonenjunge Ezra, der bei Ruth lebt, die ihn als geliebten Ziehsohn betrachtet. Als Snow später in der Stadt die Konfrontation mit Bohannon sucht, wird er von der verzweifelten Ruth mit zwei Schüssen niedergestreckt und schwer verwundet. Obwohl alle den Tod von Snow begrüßen würden, versuchen Bohannon und Durant dessen Leben zu retten, damit Ruth nicht als Mörderin gehängt wird. Aber Snow erliegt seinen Verwundungen und Ruth wird zum Tode verurteilt. Campbell ist sich des moralischen Dilemmas bewusst und bietet ihr eine Begnadigung an. Ruth lehnt diese entschieden mehrmals ab und geht, nachdem sie Cullen ihre Liebe gestand, freiwillig in den Tod.
Mit Hilfe eines von Cullen konstruierten Dampfbaggers erreicht der Bautrupp den Gipfel des Mount Sherman und einem zügigeren Fortbau der Strecke steht nichts im Wege. Doch aufgrund der starken Belastungen in letzter Zeit und zu Durants Verwunderung kündigt Cullen seine Stelle. Er möchte sich auf Wichtigeres konzentrieren und bei Frau und Kind sein. Naomi war lange unglücklich aufgrund der Zustände im Ort und wegen Cullens Vernachlässigung. Daher lebte sie wieder in Fort Smith. Cullen macht sich auf den Weg zu ihr, findet im verwüsteten Fort jedoch nur ein paar Tote und glaubt an einen Indianerangriff. In Salt Lake City hofft er, seine Familie oder Hinweise auf sie zu finden. Er erfährt, dass die Pocken in Fort Smith wüteten, aber dass seine Frau westwärts gereist sei.
Collis Huntington bietet Cullen eine Stelle bei der Central Pacific Railroad und Hilfe bei der Suche nach seiner Familie an. Bohannon sagt zu.

### Staffel 5
Monate verbrachte Cullen auf der Suche nach Frau und Kind, bis er deren Spur verlor. Er leitet inzwischen den Bau der Central Pacific, die die Strecke von Kalifornien aus erschließen soll und in Konkurrenz zur Union Pacific steht. Die Central Pacific steht inzwischen in Truckee. Huntington, der Bohannon Hilfe bei der Suche nach seiner Familie zusagte, präsentiert ihm ein Telegramm, dass diese offenbar von einer Mormonensiedlung zur anderen zogen, aber als vermeintliche Apostaten überall abgewiesen wurden.
Bei der Central Pacific arbeiten vor allem chinesische Kontraktarbeiter, die zu diesem Zweck in China angeworben wurden. Allerdings haben diese als Lohnsklaven und unter mangelnden Rechten zu leiden. Dafür verantwortlich zeigt sich auch der Vermittler Chang, ehemals ein chinesischer Rebellenanführer, der sich bei der Eisenbahn nun als Zuhälter und Betreiber einer Opiumhöhle verdingt. Trotz seiner charmanten und kultivierten Erscheinung, presst er eigene Arbeiter aus, unterschlägt deren Löhne und lässt unbequeme Vorarbeiter ermorden.
Dabei auch Tao, der zusammen mit seiner Tochter Mei wegen des Nian-Aufstandes und den Rebellen aus China floh. Um nicht als Hure in Changs Bordell zu enden, gibt sich Mei jedoch als Mann namens Fong aus.
Der Schwede arbeitet unter Bohannon ebenfalls für die Central Pacific. Neben Chinesen stellen Mormonen die zweite große Gruppe an Arbeitern. Der Schwede übt mit seiner manipulativen Art jedoch Einfluss auf Brigham Youngs Sohn Phineas aus, er solle um ihren Lohn betrogene Mormonen von der Arbeit abziehen, sowie, dass er der wahre Prophet sei und seinen Vater ablösen solle. Dies gipfelt in einem gescheiterten Mordanschlag des Sohnes auf seinen Vater in Salt Lake City, woraufhin der Schwede überstürzt flieht, um Bohannons Familie zu ermorden. Der Aufenthaltsort, eine Farm in der Prärie, war ihm ebenso bekannt, wie Brigham Young, der diese Information Cullen gegenüber zunächst verschwieg, um ein Druckmittel in der Hand zu haben, um Salt Lake City zum Endbahnhof bestimmen zu lassen. Als Cullen die Farm erreicht, hat der Schwede bereits den Patriarchen Aaron Hatch, sowie Naomis Schwester ermordet. Naomi floh mit Cullens Sohn in den Wald. Ein Zweikampf zwischen Cullen und Thor endet mit der Festnahme des Schweden. Cullen weigert sich, diesen selbst zu töten, er solle anständig verurteilt und gehängt werden. Cullen wurde durch einen Oberschenkelschuss vom Schweden schwer verwundet, was diesen fortan hinkend zurücklässt. Der Schwede macht Cullen Vorwürfe, sie seien nicht so unterschiedlich, auch Cullens Leben sei geprägt von einer Spur des Mordens. Zudem sei die Eisenbahn seine Obsession, für die er auch Frau und Kind im Stich lasse. Eine Rückblende erklärt die Prägung des Schwedens. Im Bürgerkrieg war er einst beliebter und fröhlicher Quartiermeister und Musikant der Nordstaatenarmee. Die Gefangennahme und Kriegsgefangenschaft im Andersonville Gefangenenlager traumatisierten ihn jedoch schwer. Unmenschliche Zustände, bis hin zu Kannibalismus, Grausamkeiten der Wachen, erschufen erst den „Schweden“. Cullen und der Schwede erreichen Fort Douglas, wo dieser für seine Verbrechen verurteilt und gehängt wird. Seine letzten Worte lauteten: „Ich bin Thor Gundersen aus Norwegen.“ Cullen erkennt die Ähnlichkeit zwischen sich und seiner Nemesis: Beide geprägt durch einen Krieg, in den sie hineingeworfen wurden.
Die Zusammenkunft mit seiner Familie gestaltet sich für Cullen als schwierig. Naomi lebt inzwischen mit einem Mann, Isaac Vinson, zusammen, der sich um sie kümmert und William wie seinen eigenen Sohn erzieht. Obwohl Cullen und Naomi noch einander lieben, erkennt er, dass er seiner Familie nicht das Leben bieten kann, das diese verdient hat. Da Isaac ein guter Mann wäre, zieht er sich daher aus deren Leben zurück, veranlasst aber zuvor, dass diese unter Brigham Young in Salt Lake City wieder in die Gemeinschaft der Mormonen aufgenommen werden.
Bei der Union Pacific nimmt Durant mit Missvergnügen zur Kenntnis, welche Fortschritte die Central Pacific unter dem neuen Bauleiter, dem „Verräter“, Bohannon inzwischen macht. Er beauftragt Mickey McGinnes, an der Ostküste irische Gleisarbeiter anzuwerben. Darunter auch Johnny Shea, Mickeys Vetter, einem primitiven, gewalttätigen Rohling. Mickey betreibt inzwischen einen Saloon mit Bordell, in dem Eva als Puffmutter arbeitet, aber Probleme hat, ihre Prostituierten in Schach zu halten.
Durant ist weitgehend pleite. Um der Forderung von Farmern begegnen zu können, die sich durch ihre Grundstückskäufe geprellt fühlen (Durant versprach ihnen eine Lage an einem Bahnknotenpunkt, verlegte die Strecke allerdings um), plant er mit Mickey und Shea eine fingierte Entführung seiner selbst. Er wäre für die Eisenbahn unentbehrlich und die Union Pacific würde das geforderte Lösegeld in Höhe von 250.000 Dollar sofort bezahlen, ohne an die Öffentlichkeit oder die Gesetzeshüter zu gehen, um einen Einbruch des Aktienkurses zu verhindern. Der Überfall unter Shea auf Durants Wagon verläuft jedoch nicht nach Plan. Entgegen der Absprache erschießt dieser den wehrhaften, nicht eingeweihten Ingenieur Durants und verletzt die Reporterin Louise Ellison. Die Union Pacific weigert sich zudem, zu zahlen. Stattdessen schaltet sie die Kavallerie und Gouverneur Campbell ein. Maggie Palmer, die zu Durant inzwischen ein Liebesverhältnis pflegt, verkauft ihr Hotel in Cheyenne, um vom Erlös von 50.000 Dollar Durant freizukaufen. Bei der Übergabe zeigt sich Shea mit der Summe jedoch unzufrieden und erschießt sie, zu Durants Verzweiflung. Mickey sieht sich genötigt, wie zuvor seinen Bruder, nun auch seinen unberechenbaren Vetter zu töten. Campbell scheint Durants Spiel durchschaut zu haben, es mangelt ihm jedoch an Beweisen. Mit dem Geld von Miss Palmer kann Durant nun aber zumindest die aufgebrachten Farmer besänftigen.
Die Central Pacific hat Probleme, die Gebirgskette der Sierra Nevada zu durchbrechen. Cullen schlägt für den Tunnelbau daher Nitroglycerin vor, zum Entsetzen des Bauingenieurs Strobridge, der bereits Erfahrungen mit diesem Sprengstoff hatte und dabei sein linkes Auge einbüsste. Er weigert sich, mit Nitroglycerin zu arbeiten. Im Gegensatz zu Bohannon wäre ihm nicht die Eisenbahn, sondern seine Familie das Wichtigste im Leben, und wird dafür entlassen. Mehrere Chinesen kostet der Einsatz das Leben, aber so gelingt dennoch der rasche Durchbruch.
Ein Treffen unter Präsident Grant in Salt Lake City soll den weiteren Verlauf der Eisenbahn sowie dessen Endbahnhof festlegen. Entgegen dem Wunsch Youngs soll der Große Salzsee nördlich umgangen werden, da beide Unternehmen den Zugriff auf die Kohlefelder von Ogden in Utah anstreben. Grant ist der Intrigen und Mauscheleien beider Unternehmen überdrüssig und geht daher auf Bohannons Vorschlag ein, ein Rennen zu veranstalten. Das Eisenbahnunternehmen, welches zuerst Ogden erreicht, soll die Kohlefelder erhalten, zudem eine Siegprämie in Höhe von 2,5 Millionen Dollar.
Cullen erkennt, dass es sich bei dem Gleisarbeiter Fong um die junge Frau Mei handelt. Zwischen beiden entwickelt sich eine Liebesbeziehung, die aber von Chang durchkreuzt wird, der dies ebenfalls erkennt. Da sie eine Frau wäre, habe er aufgrund von Vertragsrechten das Recht, sie als Hure in seinem Bordell arbeiten zu lassen. Da Cullen Chang zuvor Aktienanteile an der Bahn verweigerte, weigert sich Chang nun wiederum, Meis Vertrag aufzulösen. Cullen setzt sie zu ihrer Sicherheit in die Postkutsche nach Cheyenne, wobei sie aber von der Kutscherin Mary Fields verraten und verkauft wird. Bei einer Auseinandersetzung in Washoe City, Nevada, erschießt Cullen daher Chang und dessen Begleiter und nimmt Mei zurück mit zum Gleis. Obwohl sie ihm zuvor ihre Liebe gestand, verschwindet sie zurück nach China und hinterlässt Cullen nur eine, für ihn unleserliche, Nachricht.
Auf den letzten Meilen des Schienenbaues haben beide Unternehmen Probleme, da sowohl Chinesen als auch Iren abgeworben wurden, um als Minenarbeiter zu arbeiten. Dahinter stecke der „Pirat“, der einäugige, augenklappentragende James Strobridge, wie sich herausstellt. Da die Eisenbahn quasi fertig sei, biete er den Arbeitern eine langfristige Perspektive. Obwohl die Union Pacific im leichten Vorteil war, kann die Central Pacific das Ziel knapp zuerst erreichen, auch da chinesische Arbeiter zurückkehrten, um „ihr Werk zu vollenden“, und da einige schwarze und irische Arbeiter der Union Pacific zuletzt zur Central Pacific überliefen, da sie sich von Durant ausgenutzt fühlten.
Während der ausgiebigen Feiern über den Abschluss der Eisenbahn, erleidet Cullen einen Nervenzusammenbruch darüber, was ihn die Eisenbahn alles gekostet und was er alles verloren habe. Am nächsten Morgen folgt die feierliche Zeremonie, bei der symbolisch der „Goldene Nagel“ eingeschlagen wird. Ein Angebot Huntingtons, beim Bau der Pacific Railroad zu helfen, schlägt Cullen aus.
Cullen befragt den chinesischen Vorarbeiter bezüglich Meis Nachricht. Es handelt sich um eine Adresse in China. Durant sieht sich inzwischen angeklagt wegen Korruption, wozu auch Cullen als Zeuge nach Washington D. C. geladen wird. Dort spricht er sich für Durant aus. Eine Vorausblende ins Jahr 1885 zeigt Durant, der völlig verarmt und vergessen in New York stirbt. Mickey reist nach Kalifornien, um sich dort als Händler exotischer Früchte zu etablieren, um so der kriminellen, irischen Halbwelt endgültig entfliehen zu können. Eva gibt ihr Leben im Bordell auf und reitet gen Sonnenuntergang. Zuvor lehnte sie es ab, ihr Leben literarisch verarbeiten zu lassen, da sie sich nicht länger prostituieren wolle.
Bei einem Gespräch mit Präsident Grant erkennt Cullen allerdings, dass er keineswegs als Zeuge notwendig war. Senatoren hätten ihr Urteil längst gefällt.
Grant bietet Cullen eine Stelle als Colonel bei der Armee an. Er solle die Eisenbahn künftig beschützen, vor Banditen und Überfällen. Nach kurzer Bedenkzeit sagt Cullen zu. Ein Gespräch mit George Armstrong Custer öffnet ihm jedoch die Augen. Der Präsident habe sich freundlich ausgedrückt, er sei nicht angestellt, um die Eisenbahn zu schützen, sondern um Indianer zu bekämpfen. Diese Tatsache, auch die verächtliche Ausdrucksweise Custers, lassen Bohannon seine Entscheidung verwerfen.
Cullen besucht die Kirche, in der er einst einen Mann im Beichtstuhl erschoss. Das Einschussloch ist immer noch sichtbar. Ein Priester fragt ihn, ob er Erlösung suche. Cullen bricht zusammen, dankt dem Priester und verlässt die Kirche. Bohannon reist von Osten nach Westen, auf der von ihm gebauten Strecke, wobei Abschnitte und Orte Erinnerungen wecken. In San Francisco lässt er sich auf einem Schiff nach China einschiffen, um Mei wieder zu treffen.

## Produktion
Bereits Ende 2008 wurde Endemol beauftragt, die Serie zu entwickeln. Die Entwicklung übernahm der bei Endemol für drehbuchbasierende Serien verantwortliche Jeremy Gold. Nach zwei Jahren in der Entwicklung bei Endemol gab AMC im Mai 2010 eine Pilotfolge in Auftrag. Joe und Tony Gayton schrieben das Drehbuch zur Pilotfolge, David Von Ancken führte Regie und Jeremy Gold, Joe Gayton sowie Tony Gayton waren Executive Producers. Im Juli wurde Entertainment One als Produktionsunternehmen angeworben. Teil dieses Deals zwischen den beiden Unternehmen ist die Bestimmung über den internationalen Vertrieb, wobei Endemol die Rechte an der Serie in Europa behält, während Entertainment One sie in allen übrigen Gebieten vertreibt. Des Weiteren hält Entertainment One auch die weltweiten Rechte für den DVD- und Blu-ray-Verkauf, sowie an Video-on-Demand und anderen digitalen Abspielmöglichkeiten. Die kanadische Produktionsfirma Nomadic Pictures wurde ebenfalls angeworben und dient neben Entertainment One als Koproduzent der Serie. Die Pilotfolge wurde zwischen August und September 2010 in Calgary und in Zentral- und Südalberta gedreht. Sie wurde daraufhin im November 2010 AMC zur Ansicht vorgelegt. Schon kurz danach berichtete Deadline Hollywood, dass AMC von der Serie beeindruckt sei und dass mit der kürzlichen Absetzung der Dramaserie Rubicon die Chancen für eine Serienbestellung sehr gut stehen würden.
Einen Monat später bestellte AMC neben der Pilotfolge noch neun weitere Episoden. Zusammen mit dieser Bestellung wurde bekannt, dass Nomadic Pictures auch weiterhin Koproduzent der Serie bleibt, Mike Frislev und Chad Oakes wurden Produzenten, während John Shiban und David Von Ancken als weitere Executive Producer engagiert wurden. Die Dreharbeiten zu den restlichen neun Episoden begannen im Mai 2011 und wurden im September 2011 beendet, wobei auch hier Orte in der kanadischen Provinz Alberta als Drehorte ausgewählt wurden.
Im Juli 2011 gab AMC den 6. November desselben Jahres als Starttermin der Serie bekannt. Im Dezember 2011 folgte die Verlängerung um eine zweite Staffel. Ende Oktober 2012 gab AMC die Verlängerung um eine dritte Staffel bekannt, deren Produktion 2013 begann. Durch den unerwarteten Ausstieg des neuen Showrunners John Shiban war die Produktion der dritten Staffel zunächst unsicher. Am 14. November 2013 gab AMC die Produktion einer vierten Staffel bekannt, die 13 Episoden umfassen soll.
Das Casting für die Serie begann im Juli 2010 mit der Besetzung von Common, der die Rolle des erst kürzlich freigelassenen Sklaven Elam Ferguson übernahm. Als Nächstes wurden Anson Mount und Dominique McElligott angeworben, wobei Mount die Hauptrolle des Cullen Bohannon spielte und McElligott Lily Bell darstellte, eine frisch verwitwete Frau. Im August 2010 stieß Colm Meaney als gieriger Unternehmer Thomas „Doc“ Durant zur Besetzung, der den Wandel der Zeit voll ausnutzt. Zuletzt wurden Eddie Spears als Joseph Black Moon, ein Indianer, der sich zwischen der neuen Welt und den Traditionen seiner Vorfahren entscheiden muss, sowie Ben Esler und Phillip Burke als Brüder Sean und Mickey McGinnes gecastet, die im Westen ihr Glück suchen. Als wiederkehrende Schauspieler wurden Jesse Lipscombe, Gerald Auger, Robert Moloney und Ted Levine verpflichtet.
Die geschichtliche Vorlage für die Prostituierte Eva ist Olive Oatman. Evas Lebensumstände im Film haben jedoch – abgesehen von der Entführung durch Indianer und ihrer Tätowierung – nichts mit Olive Oatman zu tun.

## Besetzung und Synchronisation
| Rolle                        | Schauspieler           | Bild                  | Hauptrolle (Staffel) | Nebenrolle (Staffel) | Synchronsprecher       |
| ---------------------------- | ---------------------- | --------------------- | -------------------- | -------------------- | ---------------------- |
| Cullen Bohannon              | Anson Mount            | Anson Mount           | 1–5                  | 0                    | Bernd Vollbrecht       |
| Thomas „Doc“ Durant          | Colm Meaney            | Colm Meaney           | 1–5                  | 0                    | Eberhard Haar          |
| Mickey McGinnes              | Phil Burke             |                       | 1–5                  | 0                    | Alexander Doering      |
| Elam Ferguson                | Common                 | Common                | 1–4                  |                      | Daniel Welbat          |
| Seán McGinnes                | Ben Esler              |                       | 1–3                  | 0                    | René Dawn-Claude       |
| Lily Bell                    | Dominique McElligott   | Dominique McElligott  | 1–2                  | 0                    | Katrin Zimmermann      |
| Joseph Black Moon            | Eddie Spears           |                       | 1–2                  | 0                    | Peter Lontzek          |
| Reverend Nathaniel Cole      | Tom Noonan             | Tom Noonan            | 1–2                  | 0                    | Hans-Jürgen Dittberner |
| Eva Toole                    | Robin McLeavy          |                       | 2–5                  | 1                    | Ghadah Al-Akel         |
| Thor Gundersen „Der Schwede“ | Christopher Heyerdahl  | Christopher Heyerdahl | 2–5                  | 1                    | Rainer Doering         |
| Psalms Jackson               | Dohn Norwood           |                       | 3–5                  | 1–2                  | Roman Kretschmer       |
| Ruth Cole                    | Kasha Kropinski        | Kasha Kropinski       | 3–4                  | 1–2                  | Manja Doering          |
| Louise Ellison               | Jennifer Ferrin        |                       | 3–5                  |                      | Marina Krogull         |
| Naomi Hatch                  | Siobhan Williams       |                       |                      | 3                    |                        |
| Naomi Hatch                  | MacKenzie Porter       |                       | 4–5                  | 0                    | Julia Meynen           |
| John Campbell                | Jake Weber             | Jake Weber            | 4                    | 5                    | Matti Klemm            |
| Maggie Palmer                | Chelah Horsdal         | Chelah Horsdal        | 5                    | 3–4                  | Heike Schroetter       |
| Collis Huntington            | Tim Guinee             | Tim Guinee            | 5                    | 3–4                  | Gunnar Helm            |
| James Strobridge             | Reg Rogers             |                       | 5                    |                      | Uwe Büschken           |
| Chang                        | Byron Mann             | Byron Mann            | 5                    |                      | Dirk Petrick           |
| Mei/Fong                     | Angela Zhou            |                       | 5                    |                      | Luisa Wietzorek        |
| Ulysses S. Grant             | Victor Slezak          |                       |                      | 3–5                  | Helmut Gauß            |
| Tao                          | Tzi Ma                 | Tzi Ma                |                      | 5                    | Uli Krohm              |
| Brigham Young                | Gregg Henry            | Gregg Henry           |                      | 4–5                  | Bodo Wolf              |
| Stagecoach Mary Fields       | Amber Chardae Robinson |                       |                      | 5                    | Ilka Teichmüller       |

## Ausstrahlung
Vereinigte Staaten
Die erste Staffel wurde in den USA vom 6. November 2011 bis zum 15. Januar 2012 beim US-Kabelsender AMC ausgestrahlt. Die zweite Staffel wurde vom 12. August bis zum 7. Oktober 2012 bei AMC gezeigt. Die zehnteilige dritte Staffel war vom 10. August bis zum 5. Oktober 2013 bei AMC zu sehen. Die Ausstrahlung der vierten Staffel erfolgte seit dem 2. August bis zum 22. November 2014. Die Ausstrahlung der ersten Hälfte der fünften Staffel fand vom 18. Juli bis zum 29. August 2015 und die der zweiten Hälfte vom 11. Juni bis zum 23. Juli 2016 statt.
Deutschland
Im Mai 2012 sicherte sich der Pay-TV-Sender TNT Serie die deutschsprachigen Ausstrahlungsrechte an der Serie. Die Ausstrahlung der ersten Staffel auf dem Sender erfolgte ab dem 30. Januar 2013. Die zweite war vom 13. November 2013 bis zum 15. Januar 2014 zu sehen und die dritte Staffel wird direkt danach ab dem 22. Januar 2014 bei TNT Serie ausgestrahlt. Die vierte Staffel wurde vom 7. Januar bis zum 1. April 2015 gesendet. Die ersten 7 Episoden der fünften Staffel wurden vom 6. Januar bis zum 7. Februar 2016 gesendet und die letzten 7 Episoden dann vom 27. Januar bis zum 10. März 2017.
Im Free-TV zeigte ServusTV die erste Staffel zwischen dem 8. November 2013 und dem 24. Januar 2014.
International
Bereits vor dem Serienstart wurde die Serie unter anderem nach Portugal, Spanien, Frankreich, Norwegen, Türkei sowie nach Großbritannien verkauft.

## Veröffentlichungen
Die Serie wurde in verschiedenen Ländern als DVD und Blu-ray Disc veröffentlicht.
Vereinigte Staaten
- Staffel 1 erschien am 15. Mai 2012
- Staffel 2 erschien am 16. Juli 2013
- Staffel 3 erschien am 15. Juli 2014
- Staffel 4 erschien am 11. August 2015
- Staffel 5 Teil 1 erschien am 16. August 2016
- Staffel 5 Teil 2 erschien am 1. November 2016

Deutschland
- Staffel 1 erschien am 26. April 2013
- Staffel 2 erschien am 10. Januar 2014
- Staffel 3 erschien am 25. April 2014
- Staffel 4 erschien am 24. April 2015
- Staffel 5 erschien am 28. März 2019